# Piesma patruele
Piesma patruele är en insektsart som beskrevs av Mcatee 1919. Piesma patruele ingår i släktet Piesma och familjen mållskinnbaggar. Inga underarter finns listade i Catalogue of Life.